# 線性熵
在量子力學中，尤其是量子信息學中，體系的線性熵（英語：Linear entropy）定義为
{\displaystyle S_{L}\,{\dot {=}}\,1-{\mbox{Tr}}(\rho ^{2})\,}
{\displaystyle \rho }是體系的密度矩陣。
根據定義，線性熵取值範圍为{\displaystyle [0,1-d^{-1}]}，其中{\displaystyle d}是密度矩陣的維數。所以有人定義歸一化的線性熵
{\displaystyle S_{L}\,{\dot {=}}\,{\tfrac {d}{d-1}}(1-{\mbox{Tr}}(\rho ^{2}))\,,}
取值範圍是{\displaystyle [0,1]}。

## 來源
線性熵是常用的馮紐曼熵的低階近似。將馮紐曼熵在純態附近展開得到：
{\displaystyle S\,{\dot {=}}\,-{\mbox{Tr}}(\rho \ln \rho )=-\langle \ln \rho \rangle \ =\langle 1-\rho \rangle +\langle (1-\rho )^{2}\rangle /2+\langle (1-\rho )^{3}\rangle /3+...~,}
只保留第一項，就能得到線性熵。